# Krumsín
Krumsín település Csehországban, a Prostějovi járásban. Krumsín Alojzov, Prostějovičky, Plumlov, Myslejovice, Mostkovice, Seloutky és Březina településekkel határos. Lakosainak száma 586 fő (2024. január 1.).

## Népesség
A település lakosságának változását az alábbi diagram mutatja:
| Lakosok száma | 493  | 656  | 608  | 709  | 676  | 573  | 569  | 574  | 545  | 586  |
|               | 1869 | 1900 | 1921 | 1961 | 1980 | 2011 | 2016 | 2019 | 2021 | 2024 |